# Rod Pampling

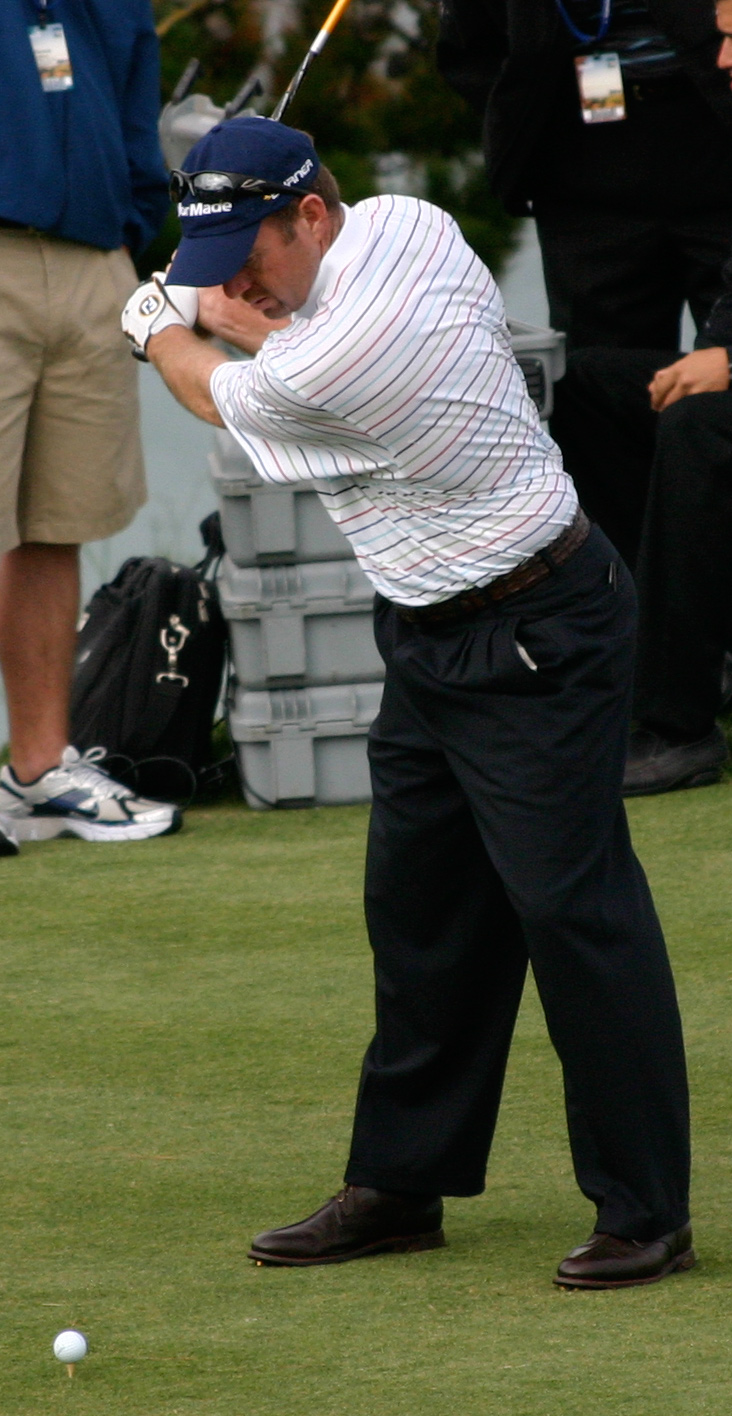
Rod Pampling.

Rodney "Rod" Pampling, född 23 september 1969 i Redcliffe i Queensland, är en australisk golfspelare.
Pampling blev professionell 1994 och började sin proffskarriär på PGA Tour of Australasia där han vann 1999 års Canon Challenge och han spelade även på NGA Hooters Tour, en utvecklingstour i USA. 2000 och 2001 spelade han på Nationwide Tour och spelade tillräckligt bra under det andra året för att kvalificera sig för PGA Tour.
Han vann sin första tävling 2004 i The INTERNATIONAL och hans andra seger kom i 2006 års Bay Hill Invitational. Han spelar varje år några tävlingar i Australien under den tid då det är vinter i USA.

## Meriter

### Segrar på PGA-touren
- 2004 The INTERNATIONAL
- 2006 Bay Hill Invitational

### Övriga proffssegrar
- 1999 Canon Challenge